# Kuba (wyspa)
Kuba – wyspa na Morzu Karaibskim w archipelagu Wielkich Antyli. Wyspa ta, wraz z licznymi otaczającymi ją znacznie mniejszymi wyspami (m.in. Isla de la Juventud), stanowi trzon terytorium państwa Kuby.
Wyspa położona jest równoleżnikowo i oddzielona jest od Florydy – Cieśniną Florydzką, od Haiti – Cieśniną Wiatrów oraz Rowem Kajmańskim od Jamajki, a od Jukatanu – Cieśniną Jukatańską.
Powierzchnia wyspy: 110,86 tys. km² (17. na świecie)

Długość wyspy: ok. 1200 km

Szerokość wyspy: 50–200 km
Linia brzegowa wyspy jest bardzo urozmaicona – z licznymi półwyspami (m.in. Zapata), zatokami (największe to Zatoka Batabanó i Zatoka Świń) i archipelagami.
Powierzchnia wyspy jest nizinna, w niektórych miejscach występują bagna (np. Ciénaga de Zapata na zachodzie).

W części zachodniej, środkowej i południowo-wschodniej znajdują się odosobnione masywy górskie:
- Sierra Maestra (najwyższy szczyt Turquino 1974 m n.p.m.)
- Sierra del Cristal
- Sierra del Escambray
- Sierra de los Órganos

Na Kubie panuje klimat równikowy wilgotny, z występującymi latem i jesienią cyklonami. Średnia temperatura w styczniu wynosi +22,5 °C, a w sierpniu +28,0 °C.
Sieć rzeczna dobrze rozwinięta, szczególnie we wschodniej części kraju, lecz rzeki są krótkie i zwykle nieżeglowne. Najdłuższa rzeka Kuby to Cauto (343 km długości).
Roślinność to wilgotne lasy równikowe, sawanny i w niektórych częściach zabagnionych wybrzeży – namorzyny.